# Roland H. Hartley
Roland Hill Hartley, född 26 juni 1864 i Shogomoc i New Brunswick, död 21 september 1952 i Seattle i Washington, var en amerikansk republikansk politiker. Han var Everetts borgmästare 1910–1912 och Washingtons guvernör 1925–1933.
Hartley efterträdde 1910 Newton Jones som Everetts borgmästare och efterträddes 1912 av Richard B. Hassell. År 1925 efterträdde han Louis F. Hart som Washingtons guvernör och efterträddes 1933 av Clarence D. Martin.
Hartley avled 1952 och gravsattes på Evergreen Cemetery i Everett.